# Coprothermobacterota
Phylum
Synonymes
- Coprothermobacterota Pavan et al. 2018

Les Coprothermobacterota sont un phylum du règne des Pseudomonadati, au sein du domaine Bacteria. Ce phylum est monotypique jusqu'au genre Coprothermobacter, qui est son genre type et lui donne son nom.
Selon la LPSN (23 avril 2025) ce phylum ne contient qu'une seule classe, les Coprothermobacteria Pavan et al. 2018.

## Historique
Décrit en 2018 sous le nom de Coprothermobacterota mais publié de manière non valide, ce taxon a été republié en 2021 pour se conformer aux règles de nomenclature de l'ICSP .

## Taxonomie

### Étymologie
L'étymologie de Coprothermobacterota est la suivante : Co.pro.ther.mo.bac.te.ro’ta N.L. masc. n. Coprothermobacter, genre type de la classe type du phylum; N.L. neut. pl. n. suff. -ota, suffixe utilisé pour designer un phylum; N.L. neut. pl. n. Coprothermobacterota, le phylum des Coprothermobacter,.